# HMCS Louisburg (K401)
HMCS Louisburg (K401) je bila korveta izboljšanega razreda Flower, ki je med drugo svetovno vojno plula pod zastavo Kraljeve kanadske vojne mornarice.

## Zgodovina
Leta 1947 so ladjo prodali v Dominikansko republiko, kjer so jo preimenovali v Juan Alejandro Acosta. Ladja je bila uničena 30. avgusta 1979 med hurikanom David.